# Cadillac (Boro, Artie 5ive e Andry the Hitmaker)
Cadillac è un singolo del rapper italiano Boro, pubblicato il 22 settembre 2023.
Prodotto da Andry the Hitmaker e con la collaborazione vocale del rapper Artie 5ive, il brano ha riscosso un notevole successo, piazzandosi in prima posizione nella classifica italiana ad inizio ottobre.

## Tracce
Testi e musiche di Boro, Artie 5ive e Andry the Hitmaker.
1. Cadillac (feat. Artie 5ive) – 2:35

## Classifiche

### Classifiche settimanali
| Classifica (2023) | Posizione massima |
| ----------------- | ----------------- |
| Italia            | 1                 |

### Classifiche di fine anno
| Classifica (2023) | Posizione |
| ----------------- | --------- |
| Italia            | 92        |